# My Generation (nummer)
"My Generation" is een van de grote hits van de Britse rockband The Who in hun begintijd. Het nummer, geschreven door songwriter-gitarist Pete Townshend, groeide al snel uit tot hun lijflied en geeft min of meer weer hoe de Britse mods zich in die tijd voelden: de oude generatie "snapte het gewoon niet". Naar verluidt schreef Townshend het nummer toen hij in de trein zat. Verondersteld wordt, dat hij geïnspireerd werd door de Engelse Queen Mother, die Townshends Packard lijkwagen uit 1935 liet wegslepen van de straat in Belgravia, omdat zij allerminst gecharmeerd was van het zicht erop tijdens haar dagelijkse ritje door de buurt. Verder heeft Townshend Mose Allisons Young Man Blues als bron van inspiratie voor het nummer genoemd. Zo zei hij ooit: "Zonder Mose had ik nooit My Generation geschreven."
"My Generation" heeft het broeinest van de rock-'n-roll geënterd en groeide uit tot het meest bejubelde, geciteerde en gerefereerde nummer in die categorie. Mede om die redenen werd het nummer door het tijdschrift Rolling Stone geplaatst op nummer 11 op hun lijst van 500 Greatest Songs of All Time. Wellicht is de tekst het element dat de meeste tongen losmaakt. Het nummer geeft de standpunten van de jeugdige rebellen goed weer in de rockgeschiedenis. De zogenaamde "houding" van het nummer maakte de weg vrij voor een stroming die nu bekendstaat als punkrock. Het nummer wordt soms ook wel beschouwd als het eerste punkrocknummer. Een van de meest geciteerde - en met toestemming herschreven - lyrics in de rockgeschiedenis is "I hope I die before I get old" (ik hoop dat ik doodga voordat ik oud word), die welbekend uitgeschreeuwd wordt door Roger Daltrey.
Net zoals de andere mod-albums die The Who heeft geschreven, laat het nummer duidelijk de invloeden vanuit de Amerikaanse R&B zien, met als hoofdpunt de zogenaamde "call and response"-techniek: er wordt iets gezegd, waarna achtergrondzang iets terugkerends zingt. Zo zingt Daltrey hier een regel en de achtergrondzangers Townshend en Entwistle responderen het 'refrein' "Talkin' 'bout my generation":
People try to put us down
(Talkin' 'bout my generation)
Just because we get around
(Talkin' 'bout my generation).
Een ander aspect van "My Generation" is Daltreys stijl: hij zingt het nummer in een soort boos en gefrustreerd gestotter. Er bestaan verschillende verhalen over de reden voor dit gestotter. Een ervan is dat het begon als een langzaam "praat"-bluesnummer, zonder gestotter, maar nadat Townshend geïnspireerd raakte door John Lee Hookers "Stuttering Blues", veranderde hij zijn lied tot in zijn huidige vorm. Een andere reden die genoemd wordt, is dat Daltrey op deze manier klinkt als een Britse mod, die pas speed genomen heeft. Ten slotte wordt nog genoemd - alleen minder frequent - dat het gestotter op deze manier een veilige manier verschaft om het woord "fuck" in de lyrics te gebruiken in de zin van: "Why don't you all f(u)... f(u)... fade away!" Desalniettemin, producer Shel Talmy noemde het een toevallige samenloop van omstandigheden. De BBC weigerde in eerste instantie om "My Generation" uit te zenden, omdat zij stotterende mensen niet wilden beledigen, maar herzagen hun beslissing toen bleek dat het nummer een grote hit werd (#2 in het Verenigd Koninkrijk).
De muzikale inbreng in het nummer reflecteren duidelijk de lyrics: snel, agressief en omrand met "houding". In "My Generation" is overigens een van de eerste bassolo's (van John Entwistle) in de rockgeschiedenis te horen. De opbouw van het nummer bestaat uit een explosieve drumsessie van Keith Moon, waarna het nummer doorbreekt met en uitmondt in het ietwat sputterende gitaarwerk van Townshend, in plaats van af te zwakken of schoon te eindigen met de wat meer voor de hand liggende tonica.
Het nummer werd uitgegeven als single in november 1965 en haalde nummer #2 in het Verenigd Koninkrijk en nummer #74 in de Verenigde Staten. In Nederland haalde de plaat de 5e plaats in de Top 40.. "My Generation" verscheen eveneens onder andere op The Who's gelijknamige debuutalbum ("My Generation" - of "The Who Sings My Generation" overzee) en in een verlengde uitvoering op hun live-album "Live at Leeds" (1970).
Op 4 mei 2007 was het nummer te horen op Radio 2, op nummer 32 van de lijst van de honderd protestsongs.

## NPO Radio 2 Top 2000
| Nummer met noteringen in de NPO Radio 2 Top 2000 | '99 | '00 | '01 | '02 | '03 | '04 | '05 | '06 | '07 | '08 | '09 | '10 | '11 | '12 | '13 | '14 | '15 | '16 | '17  | '18  | '19  | '20  | '21  |
| ------------------------------------------------ | --- | --- | --- | --- | --- | --- | --- | --- | --- | --- | --- | --- | --- | --- | --- | --- | --- | --- | ---- | ---- | ---- | ---- | ---- |
| My Generation                                    | 211 | 385 | 344 | 377 | 339 | 445 | 512 | 589 | 627 | 497 | 396 | 448 | 482 | 444 | 475 | 635 | 695 | 886 | 1000 | 1564 | 1347 | 1749 | 1882 |

1. ↑  Een vetgedrukt getal geeft de hoogste notering aan.
2. ↑  Deze tabel is bijgewerkt tot en met de laatste editie (2024).